# Henry Aaron Baker

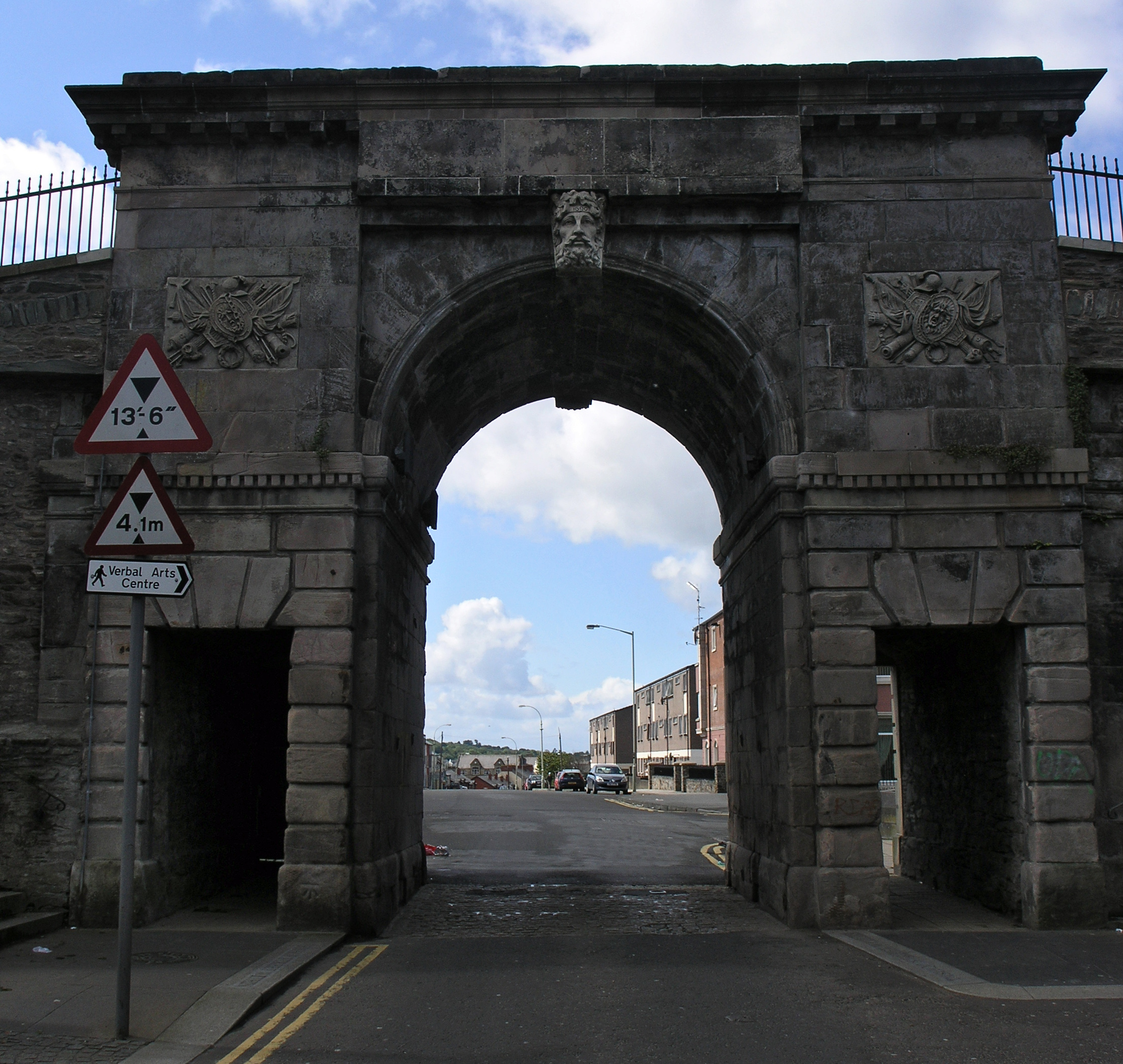
Bishops Street Gate, Derry, ok. 1789

Henry Aaron Baker (ur. 1753, zm. 1836) – irlandzki architekt. Był czeladnikiem u Thomasa Ivory’ego. Pod jego kierunkiem przez cztery lata uczył się w Dublin Society's School of Drawing in Architecture. Naukę rozpoczął w 1777, a w 1779 otrzymał srebrny medal. Kiedy zdrowie mistrza zaczęło się pogarszać, przejął jego obowiązki dydaktyczne. Pracował także w biurze Jamesa Gandona. Był członkiem, a przez pewien czas sekretarzem, Royal Hibernian Academy. Był profesorem architektury od 1827 do 1831. Zmarł 4 (według innych źródeł 7) czerwca 1836. Został pochowany na Cmentarzu św. Tomasza w Dublinie. Jego dziełem jest łuk triumfalny znany jako Bishop's Gate w Derry. Otrzymał nagrodę za projekt przebudowy budynku parlamentu na bank (1802-1804). Kierownictwo tej inwestycji otrzymał jednak Francis Johnstone.